# 醪桥站
醪桥站位于江西省吉安市吉水县醪桥镇，是京九铁路的一座火车站，等级为五等站，距北京西站1643公里，距常平站672公里，本站及相邻上下行区间均为电气化区段，建于1996年。